# Йорквілл (Вісконсин)
Йорквілл (англ. Yorkville) — місто (англ. town) в США, в окрузі Расін штату Вісконсин. Населення — 3071 особа (2010).

## Демографія
Згідно з переписом 2010 року, у місті мешкала 3071 особа в 1143 домогосподарствах у складі 885 родин. Було 1216 помешкань
Расовий склад населення:
| - 96,9 % — білих - 0,8 % — азіатів - 0,7 % — чорних або афроамериканців - 0,3 % — корінних американців |

До двох чи більше рас належало 0,8 %. Частка іспаномовних становила 3,1 % від усіх жителів.
За віковим діапазоном населення розподілялося таким чином: 23,6 % — особи молодші 18 років, 62,7 % — особи у віці 18—64 років, 13,7 % — особи у віці 65 років та старші. Медіана віку мешканця становила 44,7 року. На 100 осіб жіночої статі у місті припадало 101,1 чоловіків;  на 100 жінок у віці від 18 років та старших — 101,5 чоловіків також старших 18 років.
Середній дохід на одне домашнє господарство  становив 104 851 долар США (медіана — 79 453), а середній дохід на одну сім'ю — 115 961 долар (медіана — 95 875). Медіана доходів становила 62 019 доларів для чоловіків та 50 472 долари для жінок. За межею бідності перебувало 4,0 % осіб, у тому числі 0,0 % дітей у віці до 18 років та 5,8 % осіб у віці 65 років та старших.
Цивільне працевлаштоване населення становило 1531 особа. Основні галузі зайнятості: виробництво — 23,1 %, освіта, охорона здоров'я та соціальна допомога — 20,4 %, науковці, спеціалісти, менеджери — 8,9 %, транспорт — 7,3 %.